# Bourlet
Bourlet ist ein Fachausdruck aus dem Polsterei-Gewerbe und steht für Kantenschutz (Bourlet = Wulst an der Polsterkante).
Sinn und Zweck eines Bourlets ist es, bei der Herstellung von Polsterungen als Hilfsmittel zum Bilden von geraden Kanten an Arm- und Rückenteilen zu dienen.

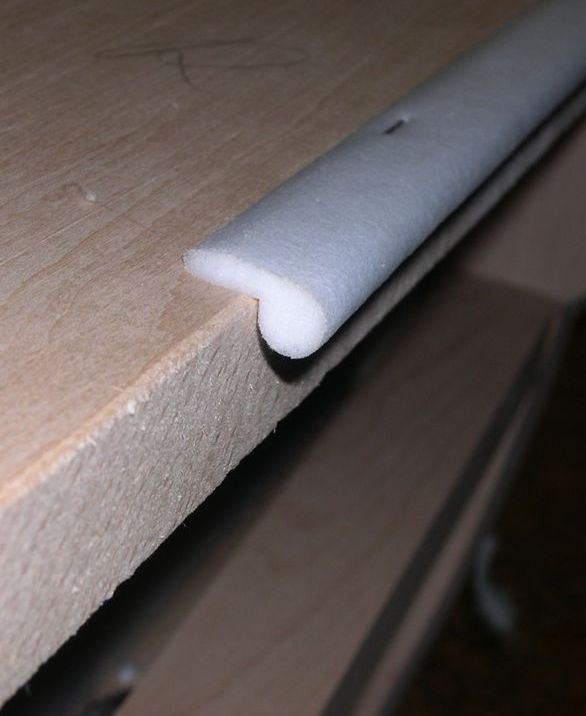
Weich-PVC Kantenbourlet, geheftet

Im Allgemeinen werden heute Fertig-Bourlets verwendet. Die Bourletschnur ist schlauchartig fest gewickelt und besteht aus Polsterfüllstoffen (z. B. Stroh, Afrik) im Inneren. Das Bourlet aus Weich-PVC oder Verbundschaum gibt es fix und fertig in vielen Größen und Formen. Die Verarbeitung ist sehr einfach und geht schnell, da sie lediglich auf das Gestell genagelt bzw. geheftet werden.
Traditionell ist das Bourlet Bestandteil einer Fasson (Formpolster) und kennzeichnet den mit verschiedenen Nähstichen (Garnierung) verdichteten und dadurch harten Randbereich einer Fasson; oder es ist ein eigenständiges Bourlet, nach gleichem Prinzip angefertigt und am Holzrahmen aufgenagelt.
Diese sehr aufwendig herzustellende Bourletart findet man vorwiegend nur noch in klassischen Polstersofas oder Sesseln, die vom Ende des 19. Jahrhunderts bis in die 1960er Jahre hinein gefertigt wurden. Dabei wurde ein ca. 15 bis 20 cm breiter Streifen Spannleinen auf die Vorderkante z. B. einer Armlehnstütze genagelt. An den Ecken und Rundungen wird das Spannleinen etwas eingehalten und in kleine Falten gelegt. Mit einem schmalen Pappstreifen, der ca. 1 cm vor der Kante steht, wird das Spannleinen angenagelt. Dann wird auf die Armlehnstütze das lose Füllmaterial, welches meist aus Afrik oder Elancrin besteht, in das Spannleinen eingerollt und zu einer Wulst geformt. Als Faden fungieren gewachste kräftige Hanffäden (Garnierfäden). Nach dem Zuschlagen wird das Bourlet mit einem Leiter- und Hinterstich garniert.